# Лиадэйн
Лиадэйн (Liadain) — ирландская поэтесса, творившая в VII веке.
Согласно истории Comracc Liadain i Cuirithir, датированной IX веком, Лиадэйн была поэтессой с полуострова Дингл, путешествовавшей по Коннахту и встретившей там местного поэта Cuirithir mac Doborchu. Он предложил ей союз, сказав, что сын, которого она могла бы зачать, был бы прекрасен, но Лиадэйн отказалась, ответив, что её путешествие не окончено. Вот если Куиртир придёт к ней в дом, может быть, она и последует за ним.
Однако Лиадэйн стала монахиней до их следующей встречи (да и Куиртир принимает монашество). Неясно, был ли то конфликт между любовью и религией или же Лиадэйн действительно отказалась от брака из профессионального интереса.
Пара ищет духовной помощи у святого Куммиана, однако Куиртир нарушает обет целомудрия, после чего Куммиан отсылает его в другой стороне, обязав отказаться от любви к Лиадэйн. Позднее он пересекает море, а Лиадэйн кается и молится, пока не умирает от разбитого сердца.
Считается, что в основе легенды лежат реальные факты, происходившие в жизни реальной пары VII века.
Имя Лиадэйн включено в инсталляцию «Этаж наследия» Джуди Чикаго.